# Памятник труженикам тыла и детям войны (Нижнекамск)
Памятник труженикам тыла и детям войны — памятник в городе Нижнекамске Республики Татарстан.

## История
Памятник, установленный на территории Площади Победы, был торжественно открыт 9 мая 2015 года.
Весной 2014 года Совет ветеранов Нижнекамского муниципального района Республики Татарстан обратился с просьбой об установке памятника, посвященного труженикам тыла и детям войны, к главе района Айдару Метшину. В результате было принято решение о его создании, для чего территорию Площади Победы разделили на две зоны: одна полностью посвящена военной тематике, другая — труженикам тыла; это место стало называться Мемориал славы участников Великой Отечественной войны.
В церемонии открытия приняли участие мэр Нижнекамска Айдар Метшин, министр экологии и природных ресурсов Татарстана Артём Сидоров, депутат Госсовета Татарстана Рафис Бурганов. В числе почётных гостей присутствовали фронтовики, труженики тыла и дети войны. Снятие красного полотна с монумента выполнили: Айдар Метшин, труженица тыла Васима Закирова и ребёнок войны Хаматхасан Халиуллин.

## Описание
Реализовывать задуманный нижнекамцами проект стал казанский скульптор Рустам Габбасов, который лично прибыл в Нижнекамск, чтобы контролировать процесс установки скульптурной композиции весом около полутора тонн. На создание бронзового памятника у него ушло около полугода.
При создании памятника были использованы образы тружеников тыла в годы войны — старики, женщины и дети. Старый мужчина с лопатой в руках символизирует тяжелый физический труд, женщина со снопами хлеба — тружениц сельского хозяйства, мальчик с механическим инструментом — детский труд на заводах и фабриках. Интересно, что мальчик стоит на деревянном ящике, символизирующем, что для работы на месте взрослых ему не хватает собственного роста. Все три фигуры стоят под опорой с радиорупорами — как символа призыва к единению.
Монумент установлен на постамент из чёрного гранита, но в первоначальном варианте постамент был облицован серой плиткой. Рядом с ним находится мемориальная доска из такого же гранита, на которой написано: «Труженикам тыла и детям Войны за самоотверженный труд в годы Великой Отечественной войны 1941−1945 гг.». Площадка вокруг памятника выложена тротуарной плиткой.